# Itália nos Jogos Olímpicos de Inverno de 2022
Itália participou dos Jogos Olímpicos de Inverno de 2022, realizados em Pequim, na China.
Foi a 24.ª aparição do país em Olimpíadas de Inverno, ou seja, em todas as edições dos Jogos de Inverno. Foi representado por 119 atletas, sendo 72 homens e 47 mulheres.

## Competidores

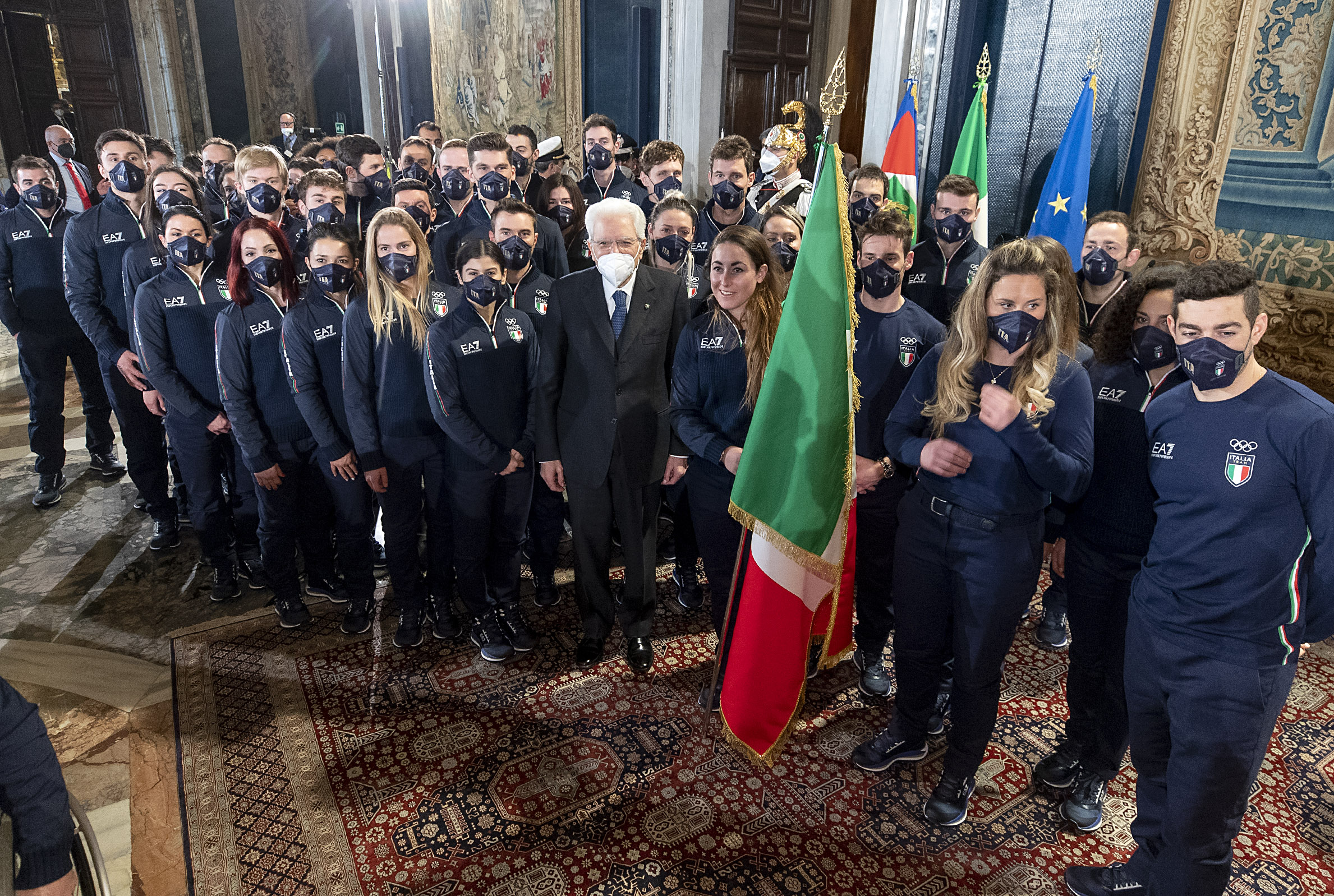
O presidente da Itália, Sergio Mattarella, entrega a bandeira nacional à equipe olímpica italiana na partida para os Jogos de Pequim 2022.

| Esporte                                | Masculino | Feminino | Total |
| -------------------------------------- | --------- | -------- | ----- |
| Biatlo                                 | 5         | 5        | 10    |
| Bobsleigh                              | 8         | 1        | 9     |
| Combinado nórdico                      | 4         | —        | 4     |
| Curling                                | 5         | 1        | 6     |
| Esqui alpino                           | 7         | 9        | 16    |
| Esqui cross-country                    | 6         | 6        | 12    |
| Esqui estilo livre                     | 2         | 4        | 6     |
| Luge                                   | 5         | 3        | 8     |
| Patinação artística                    | 5         | 4        | 9     |
| Patinação de velocidade                | 6         | 1        | 7     |
| Patinação de velocidade em pista curta | 5         | 5        | 10    |
| Salto de esqui                         | 1         | 1        | 2     |
| Skeleton                               | 2         | 1        | 3     |
| Snowboard                              | 11        | 6        | 17    |
| Total                                  | 72        | 47       | 119   |

## Medalhas
Estes foram os medalhistas desta edição:
| Atleta                                                                                              | Esporte                                | Evento                             | Medalha |
| --------------------------------------------------------------------------------------------------- | -------------------------------------- | ---------------------------------- | ------- |
| Arianna Fontana                                                                                     | Patinação de velocidade em pista curta | 500 m feminino                     | Ouro    |
| Stefania Constantini Amos Mosaner                                                                   | Curling                                | Duplas mistas                      | Ouro    |
| Francesca Lollobrigida                                                                              | Patinação de velocidade                | 3000 m feminino                    | Prata   |
| Arianna Fontana Arianna Valcepina Martina Valcepina Pietro Sighel Andrea Cassinelli Yuri Confortola | Patinação de velocidade em pista curta | Revezamento 2000 m misto           | Prata   |
| Federica Brignone                                                                                   | Esqui alpino                           | Slalom gigante feminino            | Prata   |
| Federico Pellegrino                                                                                 | Esqui cross-country                    | Velocidade individual masculino    | Prata   |
| Omar Visintin Michela Moioli                                                                        | Snowboard                              | Snowboard cross por equipes mistas | Prata   |
| Sofia Goggia                                                                                        | Esqui alpino                           | Downhill feminino                  | Prata   |
| Arianna Fontana                                                                                     | Patinação de velocidade em pista curta | 1500 m feminino                    | Prata   |
| Dominik Fischnaller                                                                                 | Luge                                   | Individual masculino               | Bronze  |
| Omar Visintin                                                                                       | Snowboard                              | Snowboard cross masculino          | Bronze  |
| Davide Ghiotto                                                                                      | Patinação de velocidade                | 10000 m masculino                  | Bronze  |
| Dorothea Wierer                                                                                     | Biatlo                                 | Velocidade feminino                | Bronze  |
| Nadia Delago                                                                                        | Esqui alpino                           | Downhill feminino                  | Bronze  |
| Pietro Sighel Andrea Cassinelli Yuri Confortola Tommaso Dotti                                       | Patinação de velocidade em pista curta | Revezamento 5000 m masculino       | Bronze  |
| Federica Brignone                                                                                   | Esqui alpino                           | Combinado feminino                 | Bronze  |
| Francesca Lollobrigida                                                                              | Patinação de velocidade                | Largada coletiva feminina          | Bronze  |

## Desempenho

### Biatlo
Masculino
Feminino

### Bobsleigh
Masculino
Feminino

### Combinado nórdico
Masculino

### Curling
Masculino
Feminino

### Esqui alpino
Masculino
Feminino

### Esqui cross-country
Masculino
Feminino

### Esqui estilo livre
Masculino
Feminino

### Luge
Masculino
Feminino

### Patinação artística
Masculino
Feminino

### Patinação de velocidade
Masculino
Feminino

### Patinação de velocidade em pista curta
Masculino
Feminino

### Salto de esqui
Masculino
Feminino

### Skeleton
Masculino
Feminino

### Snowboard
Masculino
Feminino
Legenda
| Recorde mundial      | Recorde mundial (World record)               |                       | Recorde africano                      | Recorde africano (African) |                                           | Q | Classificado por posição (Qualified) |
| Recorde olímpico     | Recorde olímpico (Olympic record)            | Recorde da América    | Recorde da América (Americas)         | q                          | Classificado por melhor tempo (Qualified) |   |                                      |
| Melhor marca do ano  | Melhor marca do ano (World leading)          | Recorde asiático      | Recorde asiático (Asian)              | DNS                        | Não largou (Did not start)                |   |                                      |
| Recorde nacional     | Recorde nacional (National record)           | Recorde europeu       | Recorde europeu (European)            | DNF                        | Não terminou (Did not finish)             |   |                                      |
| Recorde pessoal      | Recorde pessoal do atleta (Personal best)    | Recorde da Oceania    | Recorde da Oceania (Oceania)          | DSQ / DQ                   | Desclassificado (Disqualified)            |   |                                      |
| Recorde da temporada | Recorde da temporada do atleta (Season best) | Recorde sul-americano | Recorde sul-americano (South America) | NM                         | Sem marca (No mark)                       |   |                                      |